# Pequena Sarai
Pequena Sarai (em cazaque: Сарай-Жүк; romaniz.: Saray-Jük; Сарай-Джук, Sarai-Dzhuk; em cazaque: Кіші Сарай, Kishi Saray; em tártaro: Сарайчык; romaniz.: Saraychyq; em russo: Сара́й Ма́лый; romaniz.: Saray Maly) era uma cidade medieval na fronteira entre Europa e Ásia entre os séculos X a XVI. Situada na embocadura do rio Ural, no atual Cazaquistão, na província de Atirau, 50 quilômetros abaixo de Atirau. Pela cidade passava uma importante rota comercial entre a Europa e a China.